# Слизняк шляховий плямистий
Слизняк шляховий плямистий, або слизняк Керрі (Geomalacus maculosus) — вид наземних черевоногих молюсків з родини Arionidae. Поширений на Піренейському півострові. Вид занесений до Бернської конвенції та інших природоохоронних документів.

## Поширення
Батьківщиною цього виду є північно-західна Іспанія та Португалія, де він трапляється в Серра-да-Ештрела (Португалія), Галісії та кантабрії (Іспанія). Він також широко поширений у західній Ірландії, де є заповідним видом, який зараз вважається давньою інтродукцією. 
В Іберії це вид прибережних і гірських дубових і каштанових лісів і гаїв (Quercus spp., Castanea sativa) і соснових лісів (Pinus pinaster), а також скелясті або обнесені стінами ділянки. В Ірландії він населяє дубові ліси, відкриті торф’яні болота з кам’янистими відслоненнями та хвойні плантації.

## Опис
Довжина тіла дорослих слимаків становить 7–8 см. Забарвлення темно-сіре або коричневе з жовтуватими плямами. Тіло вкрите з обох боків близько 25 поздовжніми рядами полігональних грануляцій. Бувають дві морфи: коричнева і чорна. В Ірландії чорна морфа трапляється у відкритих місцях проживання, а коричнева — у лісистих місцевостях. Експерименти показують, що темне забарвлення викликане впливом світла в міру розвитку слимака. Є також варіації в смугах; на кожній стороні тіла може бути дві смуги: одна смуга трохи нижче верхівки спини, а інша — далі внизу по тілу. Коли ці смуги присутні, вони зазвичай простягаються по всій довжині тіла і поширюються численними яйцеподібними жовтими плямами, які розподілені приблизно в п'яти поздовжніх зонах.

## Спосіб життя
Слимак Керрі веде переважно нічний спосіб життя. У світлий час доби слизняк зазвичай ховається в ущелинах скель і під корою на деревах. У разі небезпеки слимак втягує голову і згортається у форму кулі. У раціон Geomalacus maculosus входять лишайники, печіночниці, мохи, гриби та бактерії, що ростуть на валунах і на стовбурах дерев.

## Охорона
Geomalacus maculosus охороняється в Європі і занесений до Додатку ІІ Бернської конвенції (охоронна категорія: вид підлягає особливій охороні), а також до Директиви Європейського Союзу 92/43/ЄС «Про збереження природних оселищ та видів природної фауни і флори» (Додаток ІІ. Види рослин і тварин, що становлять особливий інтерес для Європейського Союзу, збереження яких потребує створення територій особливої охорони. Додаток IV. Види рослин і тварин, що становлять особливий інтерес для Європейського Союзу, які потребують суворих заходів охорони).